# Edith Klep
Edith Klep, coneguda també com a Edith Klep-Moerenhout (nom de casada), (Steenbergen, Brabant del Nord, 30 de gener de 1976) va ser una ciclista neerlandesa.
Es va casar amb el també ciclista Koos Moerenhout

## Palmarès
- 1993
  -  Campiona dels Països Baixos júnior en ruta
- 1994
  - 3a al Campionat dels Països Baixos en ruta
- 1997
  - 3a al Campionat dels Països Baixos en ruta